# Ammi-saduqa

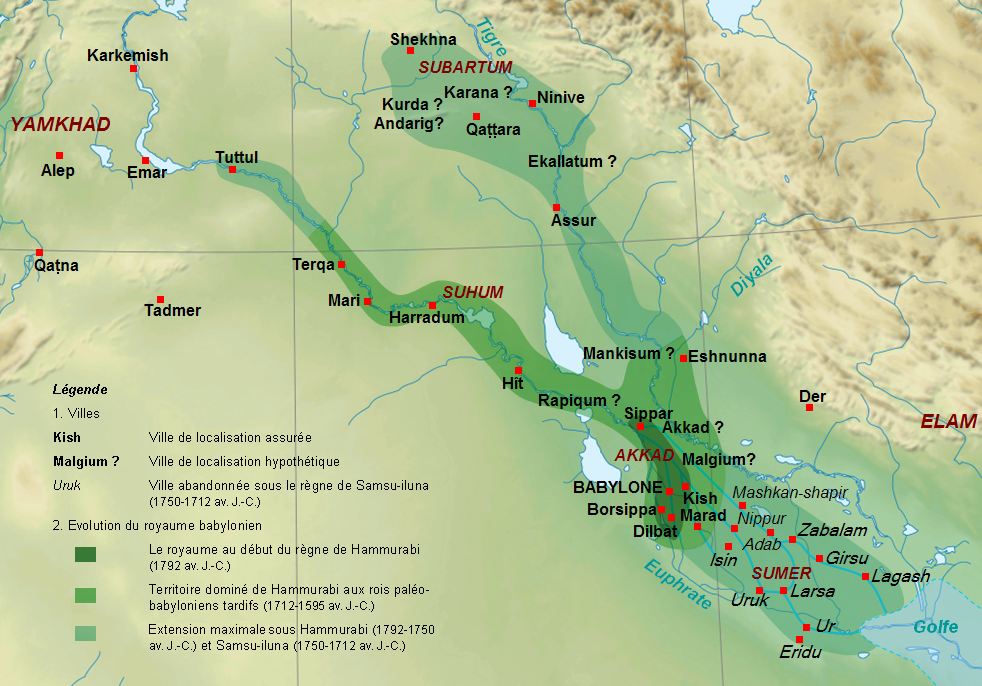
Mapa Mezopotamii w czasach panowania I dynastii z Babilonu (od Hammurabiego do Samsu-ditany)

Ammi-saduqa (Ammī-ṣaduqa) – dziesiąty król Babilonii z I dynastii z Babilonu, syn i następca Ammi-ditany, panował w latach 1646–1626 p.n.e. (okres ustalony na podstawie obserwacji astronomicznych zapisanych na tabliczce Wenus).
Znany głównie z królewskiego dekretu lub edyktu uwalniającego ludność od długów. Za czasów jego panowania zaczęto prowadzić i zapisywać astronomiczne obserwacje planety Wenus.